# Küstendienst der Deutschen Ost-Afrika Linie
Der Küstendienst der Deutschen Ost-Afrika Linie an der afrikanischen Küste bestand von 1890 bis 1914.

## Geschichte

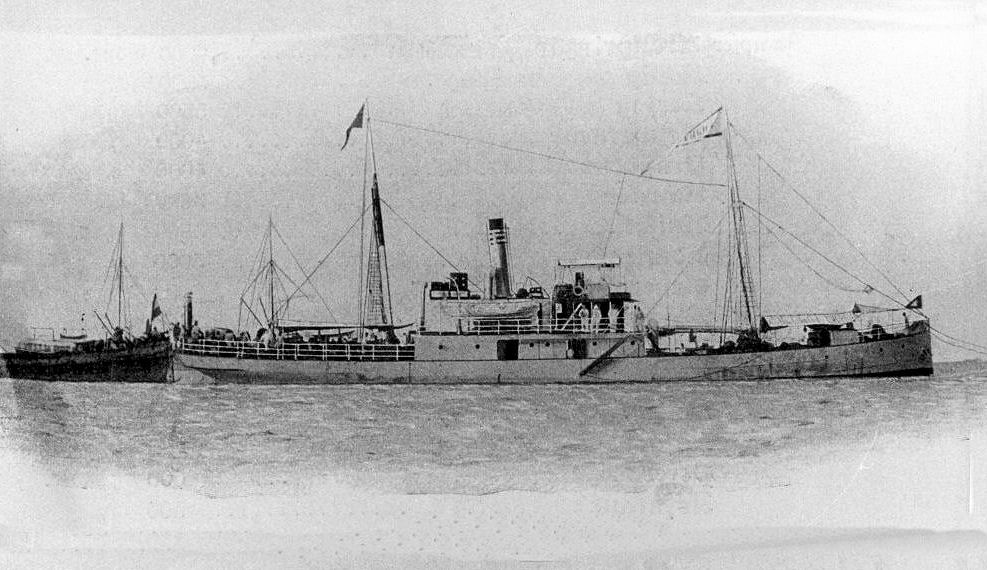
Die erste Adjutant der DOAL

Mit dem Abschluss des Reichspostdampfervertrages 1890 verpflichtete sich die Deutsche Ost-Afrika Linie DOAL dazu, auch zwei Küstenlinien einzurichten, für die zwei über 500 BRT große Dampfer in Deutschland neu zu bauen waren. Die bei Blohm & Voss bestellten Dampfer von 595 BRT mit Platz für 18 Passagiere kamen als Peters und Emin 1891 in Fahrt. Die Emin blieb Ende 1893 mit 30 Personen an Bord zwischen Südafrika und Mosambik verschollen. Die Peters blieb bis zu ihrem Verkauf zu Beginn des Jahres 1903 im Einsatz. Dazu wurde 1890 ein fast neues Dampfschiff von 618 BRT in Großbritannien angekauft und als Wissmann bis 1898 eingesetzt. Die Linien waren wenig erfolgreich, da bei den kaum vorhandenen Hafenanlagen der Frachtverkehr mit den traditionellen Dhaus effektiver und günstiger war und der Einsatz von Gouvernementdampfern den Schiffen auf den Zweiglinien weitere Fracht und die Passagiere entzog.
In Hinblick auf den 1900 auslaufenden Reichspostdampfer-Vertrag beschaffte die DOAL 1899 mit der ersten Adjutant einen den tatsächlichen Verhältnissen besser angepassten Küstendampfer. Das im Dezember 1899 von der Bauwerft Joh.C. Tecklenborg abgelieferte Schiff von 372 BRT mit Platz für sechs Passagiere wurde Ende 1904 der Woermann-Linie übertragen, die es bis Ende 1906 vor der westafrikanischen Küste als President Barclay einsetzte. Das nach dem liberianischen Präsidenten Arthur Barclay benannte Schiff wurde Ende 1906 an die Reederei Kunstmann in Stettin verkauft. 1912 wurde der Dampfer nach Portugal weiterverkauft, wo er als Lisboa 1928 durch Strandung verloren ging.
1914 bestand die Küstenflotte der Deutschen Ost-Afrika Linie aus drei großen Seeschleppern/Tendern, dem Dampfleichter Martha mit 314 BRT und dem kleinen Frachtschiff Hedwig mit 571 BRT.

## Küstenschiffe der DOAL bis 1914
| Name         | Bauwerft               | BRT | Länge [m] | Stapellauf i. D. DOAL | weiteres Schicksal |
| ------------ | ---------------------- | --- | --------- | --------------------- | --- |
| Wissmann     | MacIlwaine Nr. 39      | 618 | 54,5      | 20.02.1890 15.09.1890 | 1898 nach Bombay verkauft, 1919 gestrichen |
| Peters       | Blohm & Voss Nr. 78    | 595 | 52,0      | 10.01.1891 11.02.1891 | Januar 1903 verkauft, 1960 in Sowjetunion gestrichen |
| Emin         | Blohm & Voss Nr. 79    | 595 | 52,0      | 19.03.1891 2.05.1891  | 29. Dezember 1893 zwischen Durban und Mosambik verschollen |
| Adjutant (1) | Tecklenborg Nr. 171    | 372 | 45,0      | 14.11.1899 12.1899    | 30. Dezember 1904 Woermann-Linie: President Barclay, 1906 verkauft, 1928 gestrandet |
| Kadett       | Janssen & Sch. Nr. 420 | 226 | 35,2      | 5.07.1902 14.08.1902  | August 1914 nach Beira, März 1916 durch Portugal beschlagnahmt: Pebane, 1937 verschrottet |
| Leutnant     | Sachsenberg Deutz      | 340 | 39,5      | 1912 1.10.1912        | August 1914 nach Beira, März 1916 beschlagnahmt: Incomati, 1963 verschrottet |
| Lili         | H.C. Stülcken Nr. 275  | 251 | 36,3      | 1905 9.03.1905        | Motorleichter, 1909 nach Portugal ohne Antrieb verkauft |
| Martha       | Bremer Vulkan Nr. 492  | 314 | 43,3      | 3.03.1906 04.1906     | Dampfleichter, 1914 Hulk |
| Hedwig       | H.C. Stülcken Nr. 571  | 571 | 51,8      | 1913 04.1913          | Maschine und Brücke achtern, lief 1914 der auf dem Weg von Indien nach Kenia befindlichen Markgraf entgegen, um sie nach Tanga umzuleiten; diente zuletzt der Königsberg als Tender und wurde zur Abbergung brauchbarer Geschütze genutzt, am 9. Oktober 1915 Selbstversenkung im Rufiji |